# Stéphane Heulot
Stéphane Heulot (Rennes, 20 maart 1971) is een voormalig Frans wielrenner. 1996 was zijn topjaar. Hij werd Frans kampioen en mocht in de Ronde van Frankrijk drie dagen de gele trui dragen. Een grote teleurstelling volgde direct: in de zevende etappe moest hij op de Cormet de Roselend vanwege knieproblemen opgeven met het geel nog om zijn schouders. Hij is daarmee een van de weinige wielrenners die opgaf terwijl hij het geel droeg. Heulots drama werd echter nog overschaduwd door de zwakke dag van Miguel Indurain, die veel tijd op zijn concurrenten verloor en een zesde eindoverwinning aan zich voorbij zag gaan.
In 2002 stopte Heulot als beroepswielrenner bij de Franse formatie BigMat - Auber 93. Na zijn loopbaan als wielrenner werd Heulot perschef bij Saunier Duval. In de Ronde van Frankrijk van 2008 werd Riccardo Riccò betrapt op het gebruik van doping. Nadat vervolgens zijn voltallige Saunier Duval-ploeg uit de Tour was gestapt, verkondigde Heulot dat epo structureel werd toegediend door de ploegleiding.
Vanaf 2009 is Heulot ploegmanager van de Franse wielerploeg Saur-Sojasun.
In 2022 werd bekend dat Heulot CEO van het Belgische team Lotto-Dstny wordt.

## Belangrijkste overwinningen
1991
- Eindklassement Ronde van Normandië

1992
- 1e etappe Ster van Bessèges
- 7e etappe Parijs-Nice

1996
- GP van Cholet - Pays de Loire
- Klimmerstrofee
- Frans kampioen op de weg, Elite
- Eindklassement Coupe de France

1998
- Polynormande

1999
- 2e etappe en eindklassement Ronde van de Limousin

## Resultaten in voornaamste wedstrijden
| Jaar | Ronde van Italië | Ronde van Frankrijk | Ronde van Spanje |
| ---- | ---------------- | ------------------- | ---------------- |
| 1992 |                  |                     |                  |
| 1993 | opgave           |                     |                  |
| 1994 | 65e              |                     |                  |
| 1995 | opgave           |                     |                  |
| 1996 |                  | opgave              |                  |
| 1997 |                  | 20e                 |                  |
| 1998 |                  | 13e                 |                  |
| 1999 |                  | 14e                 |                  |
| 2000 |                  | opgave              |                  |
| 2001 |                  | 40e                 |                  |
| 2002 |                  |                     | opgave           |

| Jaar | Milaan-San Remo | Gent-Wevelgem | Parijs-Roubaix | Amstel Gold Race | Luik-Bast.‑Luik | Ronde van Lombardije | Waalse Pijl | Bretagne Classic |  | WK op de weg |
| ---- | --------------- | ------------- | -------------- | ---------------- | --------------- | -------------------- | ----------- | ---------------- |  | ------------ |
| 1992 | 19e             | 39e           | 40e            | 15e              |                 |                      |             | 17e              |  |              |
| 1993 | 68e             |               |                |                  | 30e             |                      | 11e         | 11e              |  | 19e          |
| 1994 |                 |               |                |                  | 29e             |                      | 47e         | 30e              |  | 19e          |
| 1995 | 28e             |               |                |                  | 32e             |                      | 16e         |                  |  |              |
| 1996 |                 |               |                | 54e              |                 |                      | 9e          | 19e              |  |              |
| 1997 | 22e             |               |                |                  | 34e             |                      | 78e         | 7e               |  |              |
| 1998 | 11e             |               |                |                  | 31e             |                      | 80e         | ↑                |  |              |
| 1999 |                 |               |                | 62e              |                 |                      |             | 41e              |  |              |
| 2000 | 110e            |               |                | 68e              | 69e             | 14e                  | 71e         | 32e              |  |              |
| 2001 |                 |               |                |                  |                 |                      |             | 11e              |  | 39e          |
| 2002 |                 |               |                |                  |                 |                      |             | 98e              |  |              |